# Corpse Husband
Corpse Husband (San Diego, 8 de agosto de 1997), normalmente abreviado como Corpse e estilizado em letras maiúsculas, é um youtuber e rapper americano. Corpse é conhecido pela sua música e trabalho "sem cara" no YouTube. Ele é mais conhecido pela sua narração de histórias de terror e conteúdo de Among Us. Ele também ganhou notoriedade pela sua voz grave.

## Vida Inicial
Corpse nasceu a 8 de agosto de 1997 em San Diego, Califórnia.

## Carreira
Em 2015, Corpse começou a sua carreira no Youtube a narrar histórias de terror no seu canal, o que fez até 2020. Ele fez a sua estreia musical em 2016, participando no single "Grim Grinning Ghost" pelo produtor musical The Living Tombstone e pelo CrusherP.
Em junho de 2020, Corpse lançou o seu single de estreia "Miss You!", que chegou ao número 31 na tabela Hot Rock & Alternative Songs. O seu single seguinte "White Tee", que foi lançado no mesmo mês, chegou ao número 32 na mesma tabela. Em setembro de 2020, Corpse começou a fazer streams e a criar conteúdo do jogo Among Us, que lhe trouxe algum reconhecimento, e já ganhou mais de 7 milhões de subscritores no YouTube. No mesmo mês, lançou o single "E-Girls Are Ruining My Life!", com a participação do rapper Savage Ga$p, que gerou sucesso comercial para Corpse em 2020. A música chegou ao número 28 na Bulgária, 90 na UK Singles Chart, e 24 na tabela Bubbling Under Hot 100 da Billboard. Também foi ouvida mais de 100 milhões de vezes no Spotify, e ficou em segundo na tabela do Spotify "Viral 50". Em 2022, tornou-se na sua primeira faixa a ser certificada platina pela Recording Industry Association of America.
Em outubro de 2020, ele trabalhou com as representantes dos Estados Unidos Alexandria Ocasio-Cortez e Ilhan Omar junto com outros streamers famosos incluindo Disguised Toast, Cr1TiKaL, e Pokimane numa sessão de Among Us como parte de uma iniciativa para encorajar as pessoas a votarem para as Eleição presidencial nos Estados Unidos em 2020. No mesmo mês, ele lançou o single "Agoraphobic", que estreou no número 21 na tabela Hot Rock & Alternative Songs quatro meses depois.
Em março de 2021, Corpse participou na música de Machine Gun Kelly "DayWalker". A 18 de março de 2021, um vídeo-clipe para a música foi lançado, com a participação da Youtuber e streamer Valkyrae a interpretar Corpse. A música tornou-se na primeira entrada de Corpse no Billboard Hot 100, chegando ao número 88, e segunda na UK Singles Chart, chegando ao número 53.
Em abril de 2021, Corpse participou numa stream caridosa de Among Us que durou uma hora no The Tonight Show Starring Jimmy Fallon com Jimmy Fallon, membros dos The Roots, os streamers Valkyrae e Sykkuno, e os atores de Stranger Things Gaten Matarazzo e Noah Schnapp, as receitas foram destinadas à Feeding America.
Em setembro de 2021, Corpse lançou um single intitulado "Hot Demon Bitches Near U!!!" em colaboração com Night Lovell.
Em fevereiro de 2022, Funimation anunciou a estreia de Corpse na dublação em inglês como Ōjirō Ōtori na adaptação em anime do Tribe Nine de Kazutaka Kodaka.

## Vida Pessoal
Corpse tem doenças como Fibromialgia, Síndrome do desfiladeiro torácico e Doença de refluxo gastroesofágico, esta última que causou parcialmente que a sua voz seja mais grave. Ele também disse usar frequentemente uma pala devido a tensão ocular da luminosidade dos ecrãs de luz azul.

## Filmografia

### Televisão
| Ano  | Programa   | Papel       | Notas                   | Ref.   |
| ---- | ---------- | ----------- | ----------------------- | ------ |
| 2022 | Tribe Nine | Ōjirō Ōtori | Voz; dublação em inglês | [ 16 ] |

## Discografia

### Singles

#### Como artista principal
| Título                                                                                | Ano  | Posições pico de tabela | Posições pico de tabela | Posições pico de tabela | Posições pico de tabela | Posições pico de tabela | Posições pico de tabela | Posições pico de tabela | Certificações   | Álbum  |
| Título                                                                                | Ano  | US Bub.                 | US Rock/Alt.            | BUL                     | LTU                     | NZ Hot                  | UK                      | WW                      | Certificações   | Álbum  |
| ------------------------------------------------------------------------------------- | ---- | ----------------------- | ----------------------- | ----------------------- | ----------------------- | ----------------------- | ----------------------- | ----------------------- | --------------- | ------ |
| "Miss You!"                                                                           | 2020 | —                       | 31                      | —                       | —                       | —                       | —                       | —                       | - RIAA: Ouro    |        |
| "Cat Girls Are Ruining My Life!"                                                      | 2020 | —                       | —                       | —                       | —                       | —                       | —                       | —                       |                 |        |
| "Cabin Fever"                                                                         | 2020 | —                       | —                       | —                       | —                       | —                       | —                       | —                       |                 |        |
| "Never Satisfied"                                                                     | 2020 | —                       | —                       | —                       | —                       | —                       | —                       | —                       |                 |        |
| "White Tee"                                                                           | 2020 | —                       | 32                      | —                       | —                       | —                       | —                       | —                       |                 |        |
| "E-Girls Are Ruining My Life!" (com Savage Ga$p)                                      | 2020 | 24                      | —                       | 28                      | —                       | —                       | 90                      | —                       | - RIAA: Platina |        |
| "Agoraphobic"                                                                         | 2020 | —                       | 21                      | —                       | —                       | —                       | —                       | —                       | - RIAA: Ouro    |        |
| "Hot Demon B!tches Near U!!!" (com Night Lovell)                                      | 2021 | 13                      | —                       | —                       | 38                      | —                       | 86                      | 195                     | - RIAA: Ouro    |        |
| "Poltergeist!" (com OmenXIII)                                                         | 2022 | —                       | 20                      | —                       | —                       | 4                       | —                       | —                       |                 |        |
| "Fuk U Lol"                                                                           | 2022 | —                       | 35                      | —                       | —                       | 6                       | —                       | —                       |                 |        |
| "Life Waster"                                                                         | 2022 | —                       | —                       | —                       | —                       | 16                      | —                       | —                       |                 |        |
| "Misa Misa!" (com Scarlxrd and Kordhell)                                              | 2022 | —                       | 26                      | —                       | —                       | —                       | —                       | —                       |                 |        |
| "Like Yxu Wxuld Knxw (Autumn Trees)" (com Scarlxrd and Kordhell)                      | 2022 | —                       | —                       | —                       | —                       | —                       | —                       | —                       |                 | Psychx |
| "Code Mistake" (com Bring Me the Horizon)                                             | 2023 | —                       | 35                      | —                       | —                       | 13                      | —                       | —                       |                 |        |
| "—" denota uma gravação que não entrou na tabela ou não foi lançada nesse território. |      |                         |                         |                         |                         |                         |                         |                         |                 |        |

#### Como artista convidado
| Título                                                                                | Ano  | Posições pico de tabela | Posições pico de tabela | Posições pico de tabela | Posições pico de tabela | Posições pico de tabela | Posições pico de tabela | Posições pico de tabela | Álbum |
| Título                                                                                | Ano  | US                      | US Rock/Alt.            | CAN                     | IRL                     | NZ Hot                  | UK                      | WW                      | Álbum |
| ------------------------------------------------------------------------------------- | ---- | ----------------------- | ----------------------- | ----------------------- | ----------------------- | ----------------------- | ----------------------- | ----------------------- | ----- |
| "Grim Grinning Ghost" (The Living Tombstone featuring Corpse & Crusher P)             | 2016 | —                       | —                       | —                       | —                       | —                       | —                       | —                       |       |
| "DayWalker" (Machine Gun Kelly featuring Corpse)                                      | 2021 | 88                      | 8                       | 62                      | 70                      | 9                       | 53                      | 170                     |       |
| "—" denota uma gravação que não entrou na tabela ou não foi lançada nesse território. |      |                         |                         |                         |                         |                         |                         |                         |       |